# 日新
日新（1108年—1109年）是大理国皇帝段正严的第一個年号，共计2年。
2009年12月通海白塔心出土《垃囗奴墓碑》署年“日新二年”，可知“日新”年號至少使用了2年。
起訖年，方詩銘、李崇智、段玉明、李家瑞作1109年，王雲、黃德榮作1108年－1109年。

## 年號及改元出處
- 倪輅《南詔野史》：「宋徽宗大觀二年（1108），改元日新，又改元文治。……」
- 胡蔚《增訂南詔野史》：「宋徽宗戊子大觀二年（1108）即位。明年（1109），改元日新，又改元文治、永嘉、保天、廣運。……高宗丁卯紹興十七年（1147），王老，因諸子內爭外叛、遂禪位為僧，在位三十九年。」
- 王崧《雲南備徵志》：「宋大觀二年（1108）即位，改元日新。……三年（即位第三年，1110），改元文治。……禪位為僧，在位四十年。」
- 諸葛元聲《滇史》：「段氏十六世正嚴，以宋徽宗大觀二年戊子（1108）立，改元日新。庚寅（1110），改元文治。……正嚴于壬寅年（1122）改元永嘉。己酉（1129），改元保天。……戊午（1138），正嚴又改元廣運。丁卯（1147），避位為僧，在位凡四十年。」
- 李京《雲南志略》：「子政嚴立，改元日改（陶宗儀《說郛》作日新）、文治、永嘉、天保、廣運。在位四十年。」
- 楊慎《滇載記》：「正嚴以宋徽宗大觀二年（1108）立，四十年，改元四，曰日新、永嘉、保天、廣運。」
- 馮蘇《滇考》：「徽宗大觀二年（1108）子正嚴嗣，改元日新、文治、永嘉、保天、廣運。……立四十年，避位為僧。」
- 《白古通記淺述》：「正嚴立四十年。」
- 《垃囗奴墓碑》：「日新二年十一月六日。」[7]

## 纪年對照表
| 日新 | 元年   | 二年   |
| ---- | ------ | ------ |
| 公元 | 1108年 | 1109年 |
| 干支 | 戊子   | 己丑   |

## 同期存在的其他政权年号
- 中國
  - 大觀（1107年－1110年）：宋－宋徽宗趙佶之年號
  - 乾統（1101年－1110年）：遼－遼天祚帝耶律延禧之年號
  - 貞觀（1101年－1113年）：西夏－夏崇宗李乾順之年號
- 越南
  - 龍符元化（1101年－1109年）：李朝－李乾德之年號
- 日本
  - 嘉承（1106年－1108年）：堀河天皇與鳥羽天皇之年號
  - 天仁（1108年－1110年）：鳥羽天皇之年號